# Mitophis leptipileptus
Mitophis leptipileptus là một loài rắn trong họ Leptotyphlopidae. Loài này được Thomas mô tả khoa học đầu tiên năm 1985.